# Liste des grades militaires allemands durant la Seconde Guerre mondiale
 (août 2006).
Améliorez-le ou discutez des points à vérifier. 
Voici la liste des grades de l'armée allemande durant la Seconde Guerre mondiale ainsi que leurs équivalents dans l'armée américaine et dans l'armée française durant la même période.
| SS-Schütze               | Schütze/Grenadier         | Private               | Soldat de 2e classe                         |  |  |
| SS-Oberschütze           | Oberschütze/Obergrenadier | Private 1st Class     | Soldat de 1ère classe                       |  |  |
| SS-Sturmmann             | Gefreiter                 |                       | Caporal                                     |  |  |
| SS-Rottenführer          | Obergefreiter             | Caporal               | Caporal-chef                                |  |  |
|                          | Stabsgefreiter            | Caporal d'État Major  | Caporal d'État Major (Différent de la Heer) |  |  |
| SS-Unterofficer          | Unterofficer              | Sergeant              | Sergent                                     |  |  |
| SS-Unterfeldwebel        | Unterfeldwebel            | Staff Sergeant        | Sergent-chef                                |  |  |
| SS-Feldwebel             | Feldwebel                 | First-Sergeant        | Adjudant                                    |  |  |
| SS-Oberfeldwebel         | Oberfeldwebel             | Master Sergeant       | Adjudant-chef                               |  |  |
| SS-Sturmscharführer      | Stabsfeldwebel            | Adjudant d'État Major | Adjudant d'État Major                       |  |  |
| SS-Standarten-Oberjunker | Standarten-Oberjunker     |                       | Aspirant                                    |  |  |
| SS-Untersturmführer      | Leutnant                  | 2e Lieutenant         | Sous-lieutenant                             |  |  |
| SS-Obersturmführer       | Oberleutnant              | 1e Lieutenant         | Lieutenant                                  |  |  |
| SS-Hauptsturmführer      | Hauptmann                 | Captain               | Capitaine                                   |  |  |
| SS-Sturmbannführer       | Major                     | Major                 | Commandant                                  |  |  |
| SS-Obersturmbannführer   | Oberstleutnant            | Lieutenant-colonel    | Lieutenant-colonel                          |  |  |
| SS-Standartenführer      | Oberst                    | Colonel               | Colonel                                     |  |  |
| SS-Oberführer            |                           |                       |                                             |  |  |
| SS-Brigadeführer         | Generalmajor              | Brigadier General     | Général de brigade                          |  |  |
| SS-Gruppenführer         | Generalleutnant           | Major General         | Général de division                         |  |  |
| SS-Obergruppenführer     | General der Infanterie    | Lieutenant General    | Général de corps d'armée                    |  |  |
| SS-Oberstgruppenführer   | Generaloberst             | General               | Général d'armée                             |  |  |
| SS-Reichsführer          | Generalfeldmarschall      | General of the Army   | Maréchal                                    |  |  |